# Davante Adams

Davante Adams em 2017.

Davante Lavell Adams (Redwood City, Califórnia, 24 de Dezembro de 1992) é um jogador de futebol americano que atua como wide receiver pelo Los Angeles Rams da National Football League. Foi selecionado no Draft da NFL de 2014 pelo Green Bay Packers na 53ª  escolha geral.

## Números
- Recepções: 957
- Jardas: 11 844
- Touchdowns: 103